# Jay Armstrong Johnson
Jay Armstrong Johnson (Fort Worth, 1 de setembre de 1987) és un actor estatunidenc. És conegut per participar en diverses obres de teatre com ara Un dia a Nova York, Hands on a Hardbody, Catch Me If You Can i Hair.

## Biografia
Armstrong Johnson va néixer i créixer a Fort Worth, on va començar classes de teatre en el seu desè any d'estudis. Als disset anys, va obtenir una beca per estudiar a la Steinhardt School de la Universitat de Nova York, on es va llicenciar en música amb especialitat en interpretació vocal i teatre musical. És membre de l'Actors' Equity Association.

### Carrera
Va debutar en el musical Hair, on va interpretar el paper de Claude. Després, va obtenir papers en obres com: Wild Animals You Should Know, Working, Sweeney Todd, The Last Goodbye, Un dia a Nova York, Hands On A Hardbody, Pool Boy Hairspray i West Side Story. Es va presentar per al paper de Jack Kelly a Newsies, però el va rebre Jeremy Jordan.
Els seus crèdits en cinema i televisió inclouen Sex and the City 2, It Could Be Worse i Law & Order: Special Victims Unit. El 24 de novembre de 2015 es va donar a conèixer que havia estat contractat per interpretar de forma recurrent Will Olsen, un brillant recluta amb zero habilitats socials o empatia en la sèrie de televisió d'ABC Quantico.

## Filmografia
| Cinema     | Cinema                            | Cinema         | Cinema          |
| Any        | Pel·lícula                        | Paper          | Notes           |
| ---------- | --------------------------------- | -------------- | --------------- |
| 2010       | Sex and the City 2                | Membre del cor |                 |
| Televisión |                                   |                |                 |
| Any        | Títol                             | Paper          | Notes           |
| 2010       | Law & Order: Special Victims Unit | Paul           | 1 episodi       |
| 2013       | It Could Be Worse                 | Jay            | 1 episodi       |
| 2015       | Seeking                           | Sam            | Minisèrie       |
| 2016       | Quantico                          | Will Olsen     | Paper recurrent |